# Brachypremna illudens
Brachypremna illudens är en tvåvingeart som beskrevs av Alexander 1946. Brachypremna illudens ingår i släktet Brachypremna och familjen storharkrankar.
Artens utbredningsområde är Peru. Inga underarter finns listade i Catalogue of Life.